# Saint-Cierge-sous-le-Cheylard
Saint-Cierge-sous-le-Cheylard è un comune francese di 202 abitanti situato nel dipartimento dell'Ardèche della regione dell'Alvernia-Rodano-Alpi.

## Società

### Evoluzione demografica
Abitanti censiti